# Синегово (Стародорожский район)
Синегово (бел. Сіняго́ва) — агрогородок в Стародорожском районе Минской области Беларуси. В составе Пасекского сельсовета.

## География
Расположен на автомобильной дороге Н-9638, которая соединяет агрогородок с городом Старые Дороги. В 22 км на юго-запад от города Старые Дороги, 170 км от Минска, в 22 км от железнодорожной станции Старые Дороги.
Ближайшие населённые пункты Гостино, Пасека и др.

## История
В 1908 году в Осовецкой волости Бобруйского уезда Минской губернии.
В 2011 году деревня Синегово преобразована в агрогородок.

## Население

### Численность
- 2019 год — 307 жителей

### Динамика
- 1908 год — 511 жителей, 90 дворов (деревня Синягово)[3]
- 1999 год — 403 жителей (перепись населения)
- 2001 год — 408 жителей, 169 дворов[4]
- 2009 год — 327 жителей (перепись населения)[3]
- 2019 год — 307 жителей (перепись населения)

## Инфраструктура
- Базовая школа
- Клуб
- Библиотека
- Магазин
- Церковь
- Детский сад
- Отделение почты

## Улицы
- Петрушени

## Достопримечательность
- Братские могилы —  Историко-культурная ценность Республики Беларусь, шифр 613Д000604.
- Памятник советским воинам и землякам, погибшим в Великой Отечественной войны.
- Стела Петрушени И. С.
- Мемориальный комплекс воинам 121-й стрелковой дивизии.